# Княжество-епископство Констанц
Княжество-епископство Констанц (нем. Hochstift Konstanz, либо Fürstbistum Konstanz) — ныне несуществующее монархическое государство под управлением епископов Констанца в пределах Священной Римской империи. В отличие от епископства Констанц, это владение было раздробленным и гораздо меньшим по размеру, располагаясь по обе стороны Боденского озера и на верхнем Рейне. В 1802 году его площадь составляла ок. 400 км², население — ок. 14 000 человек.

## История
Первым документальным подтверждением светских территориальных владений констанцских епископов считается эдикт императора Фридриха I от 1155 года, описывающий границы епископств и привилегии их предстоятелей. Епископ Эберхард II фон Вальдбург (†1274) смог значительно расширить пределы княжества, и окончательно утвердить претензии епископов Констанца на светскую власть в регионе Боденского озера. Впрочем, вовлечённое в политическое противостояние между набирающим силу Швейцарским союзом, Империей и домом Габсбургов, княжество едва ли могло рассчитывать на пространство для политического манёвра.
Реформация, хотя и не принесла с собой территориальных потерь, но тем сильнее был финансовый ущерб из-за отныне выпадавших церковных налогов с оказавшихся реформированными монастырей и приходов. Кроме того, и резиденция князя-епископа была вынужденно перенесена из Констанца, в 1527 году примкнувшего к Реформации, в Меерсбург на другом берегу Боденского озера.
В ходе проведённой в 1803 году под нажимом Наполеона медиатизации (нем. Reichsdeputationshauptschluss) княжество-епископство Констанц целиком перешло под контроль маркграфов Бадена. Но уже 16 сентября 1802 года баденский маркграф объявил о своих правах владения. Последним князем-епископом был Карл Теодор фон Дальберг.

## Правовое положение
Князья-епископы Констанца были представлены в Совете имперских князей и имели в нём право полного голоса, занимая место в Курии духовных князей. Как члены католического имперского сословия, князья-епископы входили в Католический корпус (Corpus Catholicorum). На заседаниях Швабского имперского округа констанцские князья-епископы также имели полный голос и председательствовали в Духовной курии. Совместно с герцогом Вюртемберга они имели право созывать заседания Швабского округа и, в сущности, руководили им.